# Орегон Тауншип (округ Вейн, Пенсільванія)
Орегон Тауншип (англ. Oregon Township) — селище (англ. township) в США, в окрузі Вейн штату Пенсільванія. Населення — 841 особа (2020).

## Демографія
Згідно з переписом 2010 року, у селищі мешкала 781 особа в 314 домогосподарствах у складі 237 родин. Було 382 помешкання
Расовий склад населення:
| - 99,2 % — білих - 0,3 % — азіатів - 0,1 % — корінних американців - 0,1 % — чорних або афроамериканців |

До двох чи більше рас належало 0,3 %. Частка іспаномовних становила 0,6 % від усіх жителів.
За віковим діапазоном населення розподілялося таким чином: 21,3 % — особи молодші 18 років, 61,2 % — особи у віці 18—64 років, 17,5 % — особи у віці 65 років та старші. Медіана віку мешканця становила 46,6 року. На 100 осіб жіночої статі у селищі припадало 104,5 чоловіків;  на 100 жінок у віці від 18 років та старших — 101,6 чоловіків також старших 18 років.
Середній дохід на одне домашнє господарство  становив 62 590 доларів США (медіана — 52 083), а середній дохід на одну сім'ю — 69 657 доларів (медіана — 61 250). Медіана доходів становила 39 500 доларів для чоловіків та 31 667 доларів для жінок. За межею бідності перебувало 9,1 % осіб, у тому числі 10,2 % дітей у віці до 18 років та 9,6 % осіб у віці 65 років та старших.
Цивільне працевлаштоване населення становило 371 особа. Основні галузі зайнятості: освіта, охорона здоров'я та соціальна допомога — 16,7 %, роздрібна торгівля — 15,6 %, мистецтво, розваги та відпочинок — 14,6 %.